# Asiagomphus malayanus
Asiagomphus malayanus är en trollsländeart som beskrevs av Karube 1990. Asiagomphus malayanus ingår i släktet Asiagomphus och familjen flodtrollsländor. Inga underarter finns listade i Catalogue of Life.